# Tavaux
Tavaux is een gemeente in het Franse departement Jura (regio Bourgogne-Franche-Comté). De gemeente telde 3.926 inwoners op 1 januari 2022. De plaats maakt deel uit van het arrondissement Dole.
De plaats ontwikkelde zich vanaf de 12e eeuw als dorp langs de oude Romeinse weg, de huidige RD673. De kerk Saint-Gervais et Saint-Protais gaat terug tot de 17e eeuw. Het was een landelijke gemeente waar vooral aan graanbouw werd gedaan.
In 1925 bouwde de chemische onderneming Solvay een fabriek in de gemeente. De ligging nabij de zoutwinning van Poligny en de kalkmijn van Damparis en de goede verbindingen via spoorwegen en het Rhône-Rijnkanaal gaven de doorslag. Nabij de fabriek werd een tuinwijk met geometrisch ontwerp, inclusief kerk, voor het personeel gebouwd. Deze wijk is beschermd als patrimonium van de 20e eeuw. Vanaf de jaren 1950 werd de nieuwe wijk La Mulotte gebouwd die het oude dorpscentrum en de Cité Solvay met elkaar verbond.

## Geografie
De oppervlakte van Tavaux bedroeg op 1 januari 2022 13,86 vierkante kilometer; de bevolkingsdichtheid was toen 283,3 inwoners per km². De gemeente ligt in de vlakte van Le Finage op vijf km van Dole.
De onderstaande kaart toont de ligging van Tavaux met de belangrijkste infrastructuur en aangrenzende gemeenten.

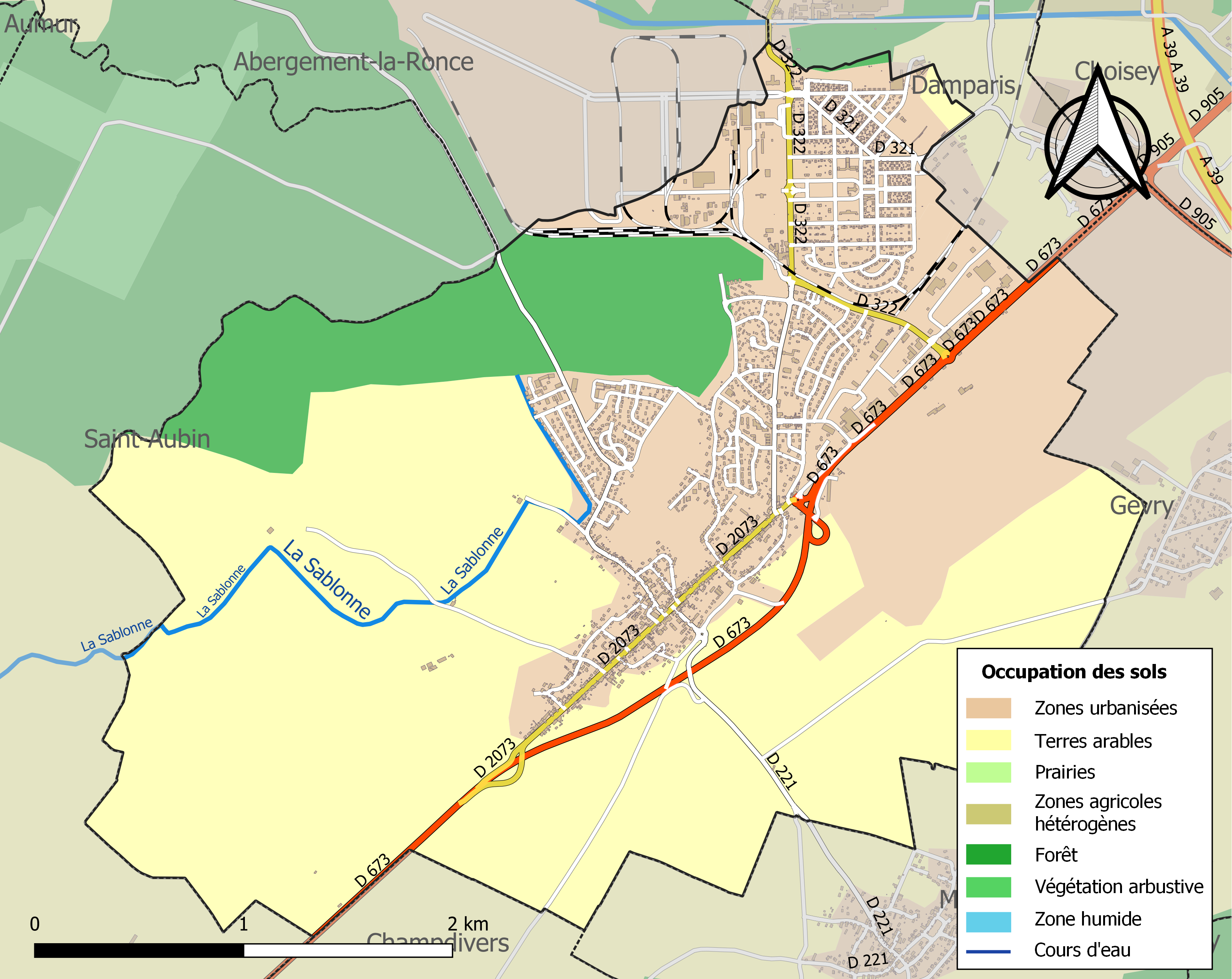

## Demografie
Onderstaande figuur toont het verloop van het inwonertal (bron: INSEE-tellingen).